# Ignacy Baliński (inżynier)
Ignacy Baliński (ur. 1841, data śmierci nieznana) – rosyjski inżynier polskiego pochodzenia.
Pochodził z dawnej drobnej polskiej szlachty. Po ukończeniu gimnazjum w Żytomierzu wyjechał do Petersburga, gdzie od 1858 do 1862 studiował w tamtejszym Instytucie Technologicznym. Po ukończeniu otrzymał uprawnienia pomocnika i dyplom X klasy. Od 1864 mieszkał w Chersoniu, gdzie pracował w miejscowym nadzorze budowlanym i murarskim. Rok później uzyskał uprawnienia inżyniera-budowniczego.

## Prace
- Most na rzece Prut w Besarabii i komora celna w Ungenach /1871-1876/;
- Metalowy most na rzece Psioł w Sumszczyźnie /1877-1882/;
- Metalowe mosty kolejowe przez rzeki Juriw i Słucz /1885-1886/.